# Fatu Hiva (comuna)
Fatu Hiva é uma comuna da Polinésia Francesa, no arquipélago das Marquesas. Estende-se por uma área de 84 km², com  587 habitantes, segundo os censos de 2007, com uma densidade de 7 hab/km².